# Nietzsche-Gesellschaft
Die Nietzsche-Gesellschaft e. V. ist eine wissenschaftliche Gesellschaft mit Sitz in Naumburg (Saale). Ihre Zielsetzung ist laut Satzung „die Förderung der philosophischen, interdisziplinären, wissenschaftlichen sowie kulturell-künstlerischen Diskussion über Leben, Werk und Wirken Friedrich Nietzsches.“

## Geschichte
Den Namen Nietzsche Gesellschaft e. V. trug auch eine von Friedrich Würzbach im Jahr 1919 gegründete und unter Mitwirkung namentlich von Ernst Bertram, Hugo von Hofmannsthal, Thomas Mann, Richard Oehler, Leo Schestow und Heinrich Wölfflin geführte Gesellschaft, die 1943 von der Gestapo aufgelöst und deren beschlagnahmte Unterlagen in das Nietzsche-Archiv integriert worden sind. Würzbach gründete sie in den Nachkriegsjahren neu; 1969 wurde der Name in Nietzsche-Kreis München geändert, seit 1999 setzt sie ihre Tätigkeit als Nietzsche-Forum München fort.
Die heutige Nietzsche-Gesellschaft wurde 1990 unter dem Namen Förder- und Forschungsgemeinschaft Friedrich Nietzsche e. V. in Halle (Saale) gegründet. Zu den Gründungsmitgliedern zählten Wissenschaftler ebenso wie Politiker und Künstler, die sich in Ost und West in unterschiedlicher Weise mit dem Werk Friedrich Nietzsches auseinandergesetzt haben. Seit 2003 hat die Gesellschaft ihre Geschäftsstelle im Nietzsche-Haus zu Naumburg. Der Vorsitzende der Gesellschaft ist Marco Brusotti, dessen Stellvertreter Enrico Müller.
Die Gesellschaft veranstaltet in Naumburg jährliche internationale Tagungen, in Schulpforta einmal im Jahr eine „Nietzsche-Werkstatt“ für junge Wissenschaftler sowie monatlich philosophische Gesprächsveranstaltungen. Das Jahrbuch Nietzscheforschung, ein führendes internationales wissenschaftliches Publikationsorgan zu Friedrich Nietzsche, erscheint im Auftrag der Nietzsche-Gesellschaft im Akademie-Verlag. Das Jahrbuch beinhaltet die Beiträge der Nietzsche-Werkstätten sowie die wissenschaftlichen Beiträge der Jahrestagungen und einen umfangreichen Aufsatz- und Rezensionenteil.
In Zusammenarbeit mit der Nietzsche-Gesellschaft wird seit 1996 der Literaturpreis des Landes Sachsen-Anhalt alle drei Jahre als Friedrich-Nietzsche-Preis verliehen. Er ist mit einer Preissumme von 15.000 € dotiert.

## Friedrich-Nietzsche-Stiftung &  Nietzsche-Dokumentationszentrum Naumburg
Auf die Initiative der Nietzsche-Gesellschaft e. V. geht außerdem die Gründung der Friedrich-Nietzsche-Stiftung zurück, welche die Nietzsche-Gedenkstätte in Röcken sowie das Nietzsche-Haus und das dazugehörige Nietzsche-Dokumentationszentrum in Naumburg erhalten soll. Das Nietzsche-Dokumentationszentrum wurde am 14. Oktober 2010 neben dem Nietzsche-Haus in Naumburg eröffnet. Direktor der Stiftung ist Andreas Urs Sommer, Leiter des Nietzsche-Dokumentationszentrums Naumburg ist Ralf Eichberg. Das Zentrum soll die Nietzscherezeption in seiner ganzen Breite darstellen und ist auch der Sitz der Stiftung.
Den Grundstock für die Arbeit des Zentrums stellt die von der Stadt Naumburg erworbene „Sammlung Richard Frank Krummel“ dar, die als die größte private Sammlung zur Nietzscherezeption im 19. und 20. Jahrhundert angesehen wird. Diese Sammlung des amerikanischen Germanisten Richard Frank Krummel ist dokumentiert im vierbändigen Werk Nietzsche und der deutsche Geist. Seit 2012 verfügt das Zentrum über den Nachlass des Nietzsche-Forschers Wolfgang Müller-Lauter. 2013 kamen wichtige Nietzscheana des Kunsthistorikers Tilmann Buddensieg hinzu.
2020 ging der philosophische, wissenschaftliche und literarische Nachlass sowie die wissenschaftliche Bibliothek von Ludger Lütkehaus ans Nietzsche-Dokumentationszentrum und steht dort der Forschung zur Verfügung.